# Русская высшая школа общественных наук
Русская Высшая школа общественных наук — существовавшее в Париже в 1901—1905 годах учебное заведение, где прошли обучение многие российские политики оппозиционного направления.

## История школы

### Предпосылки к созданию школ
В конце XIX века в крупных городах Европы (Стокгольме, Брюсселе, Милане, Лондоне и Париже) стали возникать так называемые свободные учебные заведения, в которых велось обучение различным общественным наукам. Эти учебные заведения существовали частью за счёт добровольных денежных пожертвований состоятельных людей, частью — за счёт платы, вносимой за обучение слушателями. Приём в них был свободным — без ограничений для женщин и по возрасту, не было при доступе в них и барьера в виде строгих экзаменов. В Париже в 1898 году был создан Свободный колледж социальных наук (в 1900 году он будет преобразован в Свободную Высшую школу общественных наук).
Преподававший в этом учебном заведении М. М. Ковалевский высказывал осенью 1899 года в письме к Ю. С. Гамбарову мысль о том, что в нём можно было бы организовать чтение лекций также по русскому праву, государственному и гражданскому. При этом Максим Максимович замечал, что «если бы дело пошло, можно было бы расширить его и образовать род заграничного юридического факультета».

### Создание школы
Убедившись во время общения с русскими студентами, обучавшимися в Париже, что лекции русских профессоров будут пользоваться в столице Франции успехом, Ковалевский и Гамбаров решили организовать здесь Русскую Высшую школу общественных наук. Для того, чтобы такое учебное заведение приступило к работе, требовались денежные средства. Ковалевский с Гамбаровым внесли на нужды школы 1500 франков из своих личных средств, такая же сумма была собрана слушателями. Этих денег было недостаточно для открытия школы.
Помог анонимный благотворитель, подаривший учрежденному в Париже русскому учебному заведению 30 000 франков. Позднее на нужды школы поступили деньги и от других лиц. Финансовые проблемы Русской Высшей школы общественных наук во многом решило включение её, на условиях сохранения автономии, в состав французской Свободной Высшей школы общественных наук.
19 ноября 1901 года в здании последней, расположенном по адресу улица Сорбонны, 16, состоялось торжественное открытие Русской Высшей школы общественных наук.

### Политизация школы
Деятельность Русской Высшей школы общественных наук в Париже широко освещалась в российских газетах и журналах — таких, как «Русские ведомости», «Русское слово», «Право», «Вестник воспитания». Существенным преимуществом Школы являлось то, что она давала образование, равноценное высшему, но при этом не требовалось сдавать вступительных экзаменов и даже иметь свидетельство об окончании гимназии, плата за обучение была невысокой.
Это способствовало высокой популярности школы. Кроме того, поскольку в Школе преподавались общественные науки, сама Школа была создана вопреки воле российского правительства, а слушатели Школы легко получали право проживать во Франции, то в Школу потянулась политизированная молодёжь. Так, в 1903 году занятия в Школе посещал член редакции газеты «Искра» Л. Д. Троцкий, среди слушателей был и один из тогдашних большевистских лидеров А. В. Луначарский, а также один из лидеров Бунда Д. Петровский.
Подбор лекторов тоже был необычным. 23—26 февраля 1903 года в рамках Школы выступал со своими речами лидер большевиков В. И. Ульянов (Ленин). Курс лекций по теории классовой борьбы объёмом в 20 часов прочитал в Школе в том же году лидер эсеров В. М. Чернов.
Данные тенденции политизировали обстановку в Русской Высшей школе общественных наук. В результате она всё более превращалась из учебного заведения в политический клуб.

### Закрытие школы
В 1904—1905 годах выступления в школе лидеров политических группировок стали постоянным явлением. Слушатели раскололись на противостоящие друг другу политические кланы. Интересы учёбы для слушателей, втянутых в политическую борьбу, отходили на второй план. А поскольку таких лиц в школе стало большинство, дальнейшее существование её в качестве учебного заведения уже в 1905 году потеряло какой-либо смысл.
В декабре 1905 года император Николай II утвердил «Всеподданнейший доклад» министра народного просвещения И. И. Толстого, в котором признавалось необходимым разрешить открытие и в самой России свободных, частных учебных заведений, дающих образование «выше среднего». Существование Русской Высшей школы в Париже и с этой точки зрения лишалось какого-либо смысла.
В январе 1906 года Русская Высшая школа общественных наук прекратила свою деятельность. Сообщая в письме к профессору А. И. Чупрову о закрытии школы, М. М. Ковалевский отмечал, что это — к лучшему:
Теперь уже никто не хочет учиться и все заняты только тем, чтобы внедрять в других честные убеждения клеветой и насилием. Красные хулиганы сто́ят чёрных.

## Структура школы
Школа была задумана как своего рода просветительское мероприятие, основателями её были крупнейшие учёные-социологи позитивистского направления. Одним из председателей был М. М. Ковалевский, председателем русской секции являлся И. И. Мечников, вице-председателями — М. М. Ковалевский и Е. В. Де Роберти.
Связь организаторов школы с ведущей профессурой России способствовала стабильности, систематичности и высокому уровню образования. Преподавательский состав насчитывал 50 человек. Вместе с профессорами Ю. С. Гамбаровым и М. М. Ковалевским в этом учебном заведении преподавали другие профессора, работавшие в разное время на юридическом факультете Московского университета: преподаватели политэкономии и статистики А. И. Чупров и Н. А. Каблуков, профессор П. Г. Виноградов. Кроме того, для чтения лекций в Русскую Высшую школу общественных наук приглашались такие известные русские учёные, как М. И. Туган-Барановский, С. И. Венгеров, украинский этнограф Ф. К. Волк, филолог и литературовед Е. В. Аничков, редактор журнала «Освобождение» П. Б. Струве, знаменитые юристы М. М. Винавер и М. А. Рейснер, один из основателей Французской Социалистической партии Ю. Лагардель. Некоторое время преподавал здесь известный русский поэт К. Д. Бальмонт.
Слушатели делились на две группы: постоянные учащиеся (360 человек) и слушатели отдельных лекций (400—500 человек). Лекции в основном читались на русском языке и иногда на французском. По свидетельству Ю. С. Гамбарова, практические занятия и спецкурсы проводились в школе днём, а лекции читались обыкновенно по вечерам.